# Carral
Carral – gmina w Hiszpanii, w prowincji A Coruña, w Galicji, o powierzchni 48,03 km². W 2011 roku gmina liczyła 6130 mieszkańców.